# 二刻尺作圖

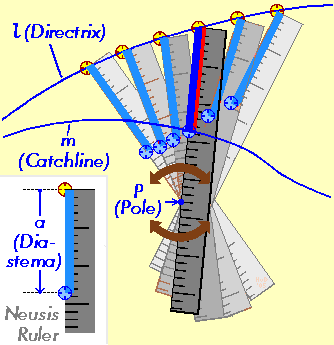
二刻尺作圖

二刻尺（希臘語：νεῦσις）是一種幾何作圖的工具，是上面有二個刻度的直尺（刻度可以在作圖過程中標示），因此可以記錄長度。
二刻尺在古希臘時期曾經和圓規、（無刻度的）直尺一樣是在尺規作圖中合法的作圖工具。而後來的尺規作圖多限定只能使用無刻度的直尺，不允許使用二刻尺。

## 構造
二刻尺介于刻度尺和尺规作图中的尺之间，既不同于日常使用的刻度尺（有许多刻度），也不同于尺规作图中的尺（没有刻度）。二刻尺有两个刻度，使得二刻尺上有某一固定长的线段。尺規作圖中的尺，可視为画无限长的直线工具，二刻尺可看作这种尺上任意添加了点A和点B两个点（AB两点长度固定却不确定某一数值）。

### 使用方法
尺规作图中的尺只能用來將兩點連接起來。而二刻尺除了可以將兩點連接起來，還有以下用法：假設尺上的兩刻度距離為a，有兩條線l、m和點P，可以用二刻尺找到一條通過P的直線，使得此直線與直线l和m的两个交點间的距離為a。
如圖，有兩條線l、m和點P。可以將尺與點P對齊，並讓其中一個刻度保持在l（圖中黃點）上，慢慢轉動尺 (允許尺貼着P滑動)，直到另一個刻度碰到m（圖中藍點），此線即為所求（圖中深藍色線）。

## 幾何作圖
二刻尺可以解出單用直尺和圓規無法解決的問題，例如三等分角和正七邊形。

用二刻尺做三等分角

### 三等分角
- 已知角a，以B點為圓心，二刻尺刻度間距為半徑畫圓。
- 角a的兩邊其中一邊交圓於A點，並畫另一邊的延長線。
- 將二刻尺固定在A點，並將兩刻度一個移到圓上，另一個移到角a一邊的延長線上，分別稱為C點和D點。（即是使CD = AB）

用二刻尺作正七邊形

- 角b即為角a的三等分角。

### 正七邊形
- 以二刻尺刻度的間距畫正方形CDEF。
- 以E點為圓心，CE為半徑畫圓E。
- 做DE的中垂線。
- 將二刻尺固定在D點，並將兩刻度一個移到圓E上，另一個移到DE的中垂線上，分別稱為B點和A點。
- 做三角形ADE的外接圓O。
- 以二刻尺刻度的間距為半徑，畫出G、H、I、J四點。
- D、E、G、H、A、I、J七點即為正七邊形。

### 特定正多邊形
基本上，正n邊形可以由二刻尺作圖建構當n =
3, 4, 5, 6, 7, 8, 9, 10, 11, 12, 13, 14, 15, 16, 17, 18, 19, 20, 21, 22, 24, 26, 27, 28, 30, 32, 33, 34, 35, 36, 37, 38, 39, 40, 42, 44, 45, 48, 51, 52, 54, 55, 56, 57, 60, 63, 64, 65, 66, 68, 70, 72, 73, 74, 76, 77, 78, 80, 81, 84, 85, 88, 90, 91, 95, 96, 97, 99, 102, 104, 105, 108, 109, 110, 111, 112, 114, 117, 119, 120, 126, 128, 130, 132, 133, 135, 136, 140, 143, 144, 146, 148, 152, 153, 154, 156, 160, 162, 163, 165, 168, 170, ... ，這是根據正十一邊形的結果衍生而得。
不過當n =
23, 29, 43, 46, 47, 49, 53, 58, 59, 67, 69, 71, 79, 83, 86, 87, 89, 92, 94, 98, 103, 106, 107, 113, 115, 116, 118, 121, 127, 129, 131, 134, 137, 138, 139, 141, 142, 145, 147, 149, 157, 158, 159, 161, 166, 167, 169, ... ，就無法藉由二刻尺完成作圖。
但目前仍然不知道對於以下的n，正n邊形能不能二刻尺作圖：
25, 31, 41, 50, 61, 62, 75, 82, 93, 100, 101, 122, 123, 124, 125, 150, 151, 155, 164, ...

### 倍立方

用二刻尺作倍立方

- 以二刻尺刻度的間距做AB=BC=CA=BD，且A、B、D共線。
- 將二刻尺固定在A點，並將兩刻度一個移到CD的延長線上，另一個移到BC的延長線上，分別稱為G點和H點。
- AG的長度就是二刻尺刻度的間距的{\displaystyle {\sqrt[{3}]{2}}}倍。

## 二刻尺的沒落
數學史學家T.L.希思（T. L. Heath）認為古希臘數學家恩諾皮德斯（公元前440年左右）是第一個把圓規和直尺的地位提高的人。這種避免使用二刻尺的理念多少影響了同一時期、同一座島上的几何学家希俄斯的希波克拉底（Hippocrates of Chios，不是醫師希波克拉底）（公元前430年左右）。100年後，歐幾里得在其著作中也盡量避免使用二刻尺作圖。
公元前4世紀，受到柏拉圖的理念论影響，尺規作圖被分成三個等級。這三個等級分別是：
1. 只用圓和直線作圖（一般的尺規作圖）。
2. 除了圓和直線，允許使用圓錐曲線作圖（橢圓、拋物線、雙曲線）。
3. 使用其他方法作圖（例如：二刻尺、阿基米德螺線）。

二刻尺被放在第三級是因為它可以解決前兩級所不能解決的問題，因此二刻尺被當成解決問題的最終手段，這種簡單而有力的作圖工具也逐漸被當成不正當的作圖工具。希臘數學家亚历山大里亚的帕普斯（Pappus of Alexandria，公元前325年左右）認為：「這是一個不小的錯誤」。

## 外部連結
- 從解三次方程到構作正七邊形
- MathWorld page（页面存档备份，存于）
- Angle Trisection by Paper Folding（页面存档备份，存于）